# Лентовиден зарган
Лентовидните заргани (Ablennes hians) са вид животни от семейство Зарганови (Belonidae).
Те са незастрашен вид.
Таксонът е описан за пръв път от Ашил Валансиен през 1846 година.